# 冠榮車行

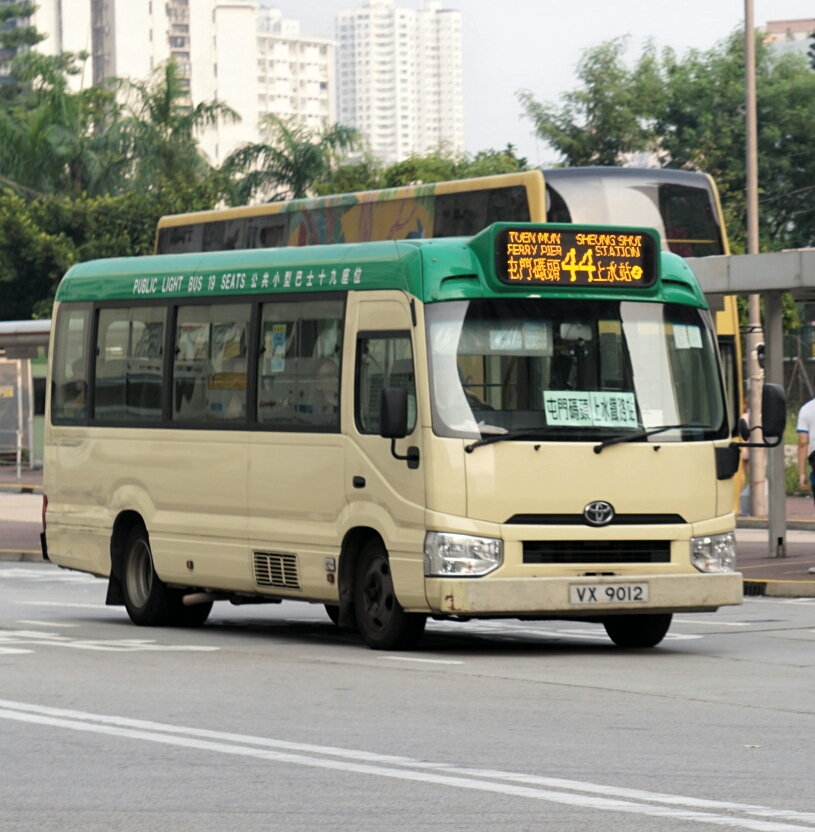
新界專線小巴44線，是冠榮車行旗下運泰實業的其中一條營收較高的專線小巴路線

冠榮車行（英語：Koon Wing Motors Limited）是香港最大規模的專線小巴經營商，辦事處位於九龍長沙灣青山道327-331號地下，其股東是被稱為「小巴大王」的馬亞木及其兒子馬僑生和馬僑武，以不同子公司的名義擁有約600輛16/19座位小巴，及經營76條專線小巴路線。此外，該公司亦經營非專營巴士、出租公共小巴、維修小巴、安裝顯示車速裝置等業務；亦投資購入原領展放售的商場物業。單是該公司持有的小巴牌價就價值80億港元。

## 歷史
冠榮車行在香港已有30多年經營小巴的業務。
2000年至2001年間，屯門區44、44A、45、49S及將軍澳102、102B路線安裝Mondex卡繳費系統。但因香港智能卡市場早已被八達通卡佔主導地位，Mondex卡始終未能普及，Mondex卡繳費系統最終在2001年被拆除。
2000年至2001年間參與香港政府的「另類燃料小巴試驗計劃」，試驗以石油氣小巴及電動小巴行駛。雖然是次計劃以失敗告終，但卻奠定了日後香港使用石油氣小巴的趨向。
2001年8月與東方魅力集團合作在車廂安裝電視機及光碟機，播放M Channel流動資訊，但隨着該系統停業，已於2004年陸續拆除。
2002年至2004年，陸續替旗下小巴安裝八達通卡繳費系統。
2003年1月至6月，向本地家務助理提供全程八折車費優惠。
2003年屯門區專線小巴司機因不滿資方計算工資安排，小巴司機發動了兩次罷駛行動。
2006年4月3日，該公司旗下服務太古城的32、32A、33及33M線小巴司機，因不滿長期被剋扣工資及假期而發起罷駛，更阻止其他小巴開出，更一度與資方發生口角及推撞，需要警方到場調停，後來該公司負責人馬僑武答應不會秋後算帳，並於當日下午到勞工處進一步商討有關補薪及補假的安排，事件才告平息。
2011年2月18日，與進智公交訂立交易協議，以港幣3200萬元將旗下香港專線小巴（營運香港島專線小巴10、10X、11及31線）售予後者，並於同年4月1日起生效。，同期亦以其非專利巴士業務公司陳添旅遊巴士的名義收購雅高巴士。

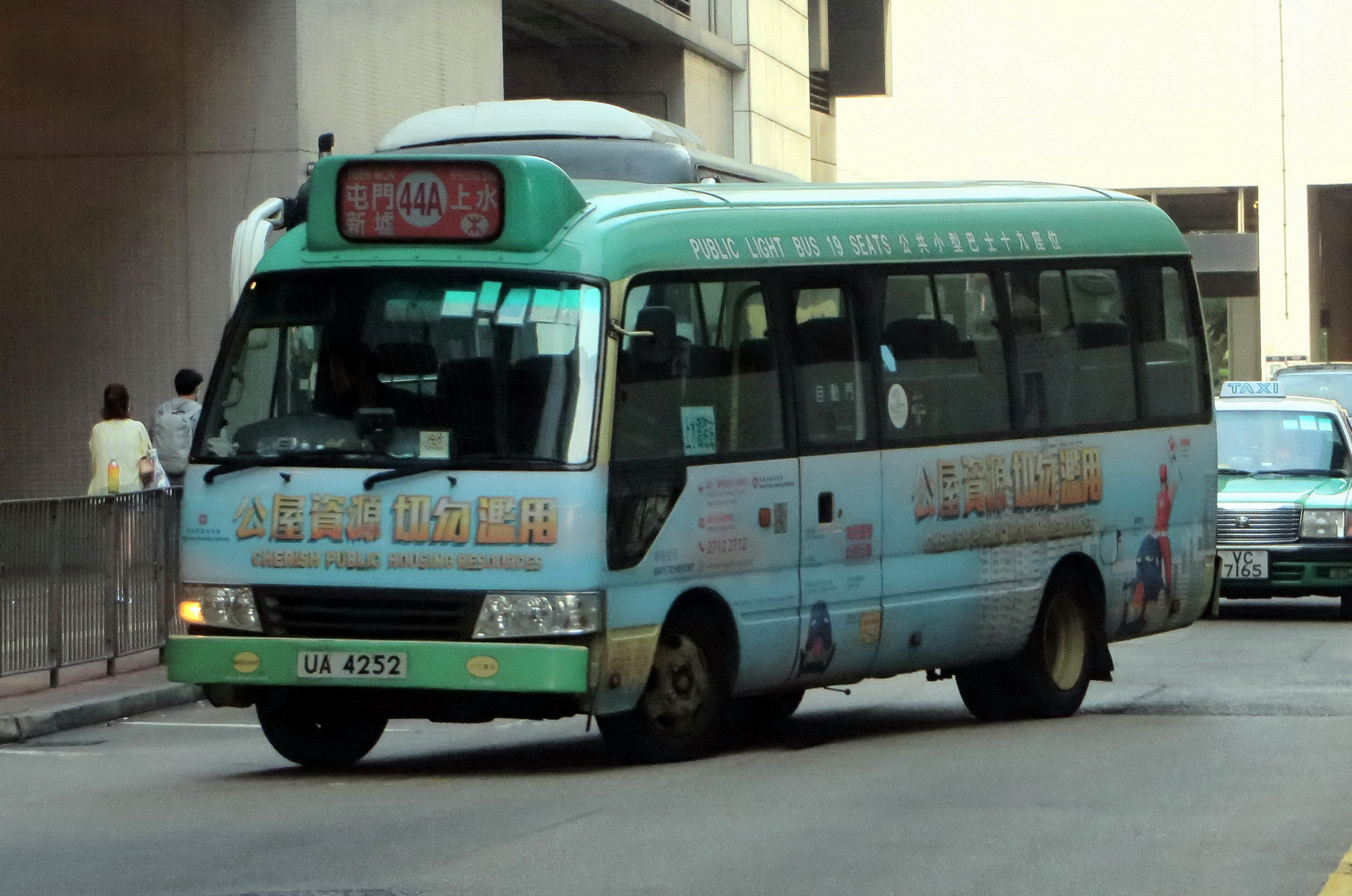

2015年至2017年間共購入了77輛豐田Coaster6DL型小巴，運泰實業佔57輛，人人好公司佔5輛，金運佔14輛以及樂方投資佔1輛，其中GX511和TM3861更配備硬窗。該款小巴的數量更是大部分小巴款式中之冠。

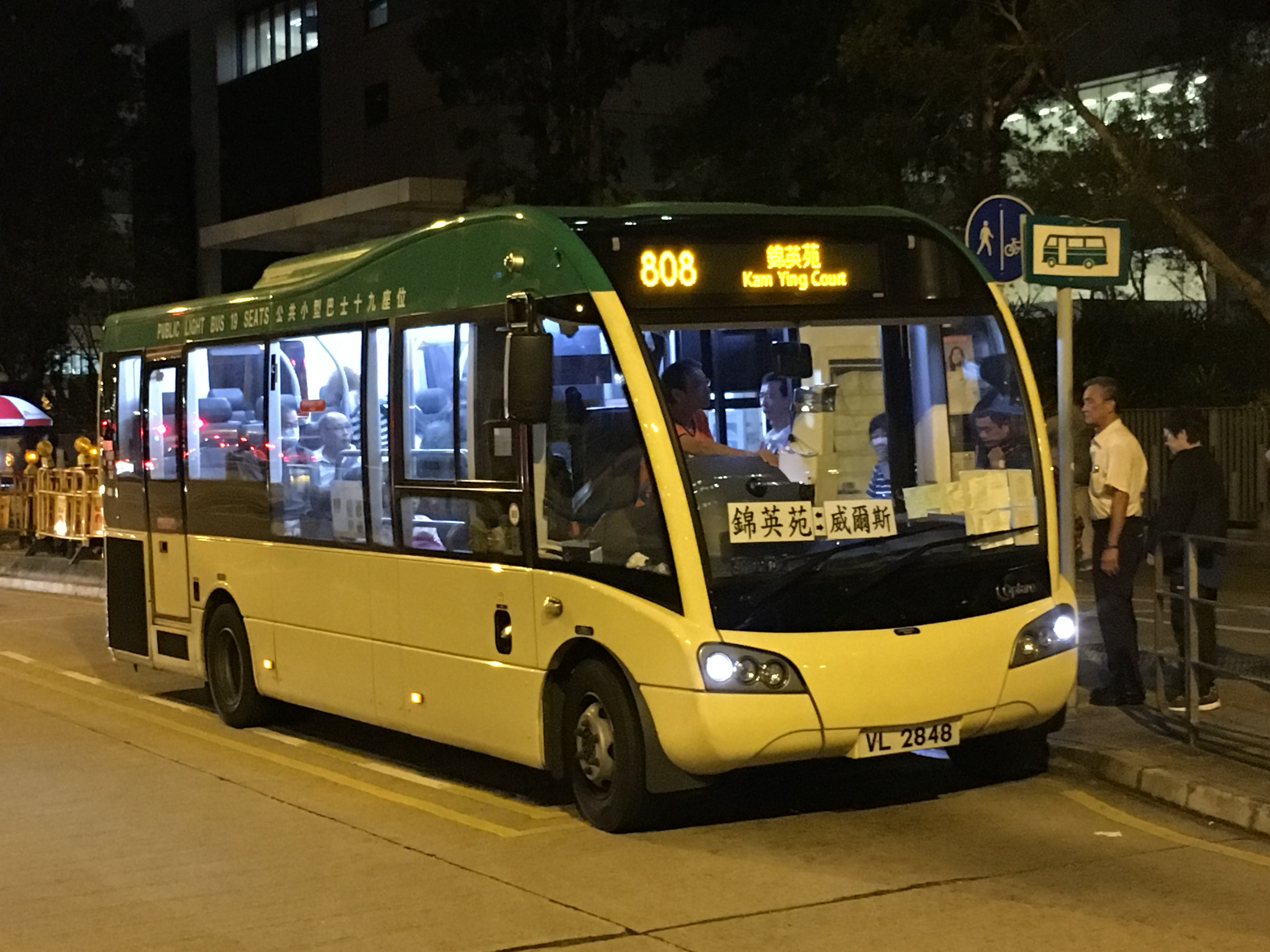
全港第二部英國Optare Solo低地台小巴（VL2848），主要行走808線

2018年5月16日，全港第二部英國Optare Solo低地台小巴（VL2848）於本公司服役，主要行走808線
2024年3月17日，創辦人馬亞木逝世。享年96歲。

## 旗下路線
冠榮車行轄下的小巴公司，在香港島、九龍及新界各區，以至邊境禁區均有營運專線小巴路線。其中以來往慈雲山與黃大仙站的37M及37A、來往屯門區與上水站及落馬洲的44系列路線，及來往將軍澳坑口站與新蒲崗的102號的載客量最高。
- 港島區

- 九龍區

- 新界區

### 旅遊巴士
冠榮車行創辦人馬氏於1973年成立陳添旅遊巴士服務有限公司 (CTBus Limited)，主要向旅行團、幼兒護理中心及非牟利團體等機構提供合約式出租服務，亦有營辦數條居民巴士路線。
2011年，陳添旅遊巴士收購雅高巴士服務有限公司（Argos Bus Service Co., Ltd），完成收購後雅高巴士名稱獲保留。
- 九龍區居民巴士：
  - KR21：翠竹花園↺樂富
- 新界區居民巴士：
  - NR35：海濱花園↔觀塘（偉業街）
  - NR38：海濱花園↔金鐘（海富中心）
  - NR413：月海灣↺葵涌廣場
  - NR941：下白泥↔元朗（泰豐街）
    - 上述居民巴士路線以陳添旅遊巴士營運
- 免費穿梭巴士：
  - 樂富廣場免費穿梭巴士廣播道線：樂富廣場↺廣播道
  - 樂富廣場免費穿梭巴士筆架山線：樂富廣場↺筆架山
    - 該兩條路線以「雅高巴士」名義經營

  - 新港城中心穿梭巴士錦英苑線：錦英苑↔新港城中心
    - 該路線實際為新界專線小巴808線的特別班次，由負責營運新港城中心的恆基兆業地產向由冠榮車行旗下的冠志實業承包。

### 轉乘其他交通工具優惠
該小巴公司的所有小巴路線，有與港鐵提供以八達通卡轉乘的票價優惠。

## 已停辦／易手路線
港島區
- 10A：中環（威靈頓街）↺美景臺／大口環（以「香港專線小巴」名義營運，2010年8月停駛）
- 10B：中環（威靈頓街）↺數碼港／大口環（以「香港專線小巴」名義營運，2010年8月停駛）
- 33A：康景花園↔北角（馬寶道）（以「加利信」名義營運，停駛年份待查）

九龍區
- 7：偉恆昌新邨↺尖沙咀東（以「成功運輸」名義營運，2017年大年初一停駛）
- 16E：彩雲商場（街市）↔豐盛街紀律部隊宿舍（以「成功運輸」名義營運，2007年2月停駛）
- 16S（第1代）：坪石公共運輸交匯處↺彩雲商場（以「成功運輸」名義營運，2007年2月停駛）
- 37B

新界區
- 43D：黃金泳灘↺屯門碼頭（以「中西區小巴服務」名義營運，2010年5月停駛）
- 44(第1代)：屯門市中心↺龍鼓灘（以「中西區小巴服務」名義營運，1988年9月25日因輕鐵專區法例生效而停駛，同日九廣鐵路開辦520線取代）
- 57K：上水站↔唐公嶺（以「上水專線小巴」名義營運，2024年8月18日改由友好企業有限公司營辦）
- 58K：上水站↔丙崗（以「上水專線小巴」名義營運，2024年8月18日改由友好企業有限公司營辦）
- 58S：旺角↔上水（以「上水專線小巴」名義營運，2023年1月1日停駛）
- 102A：安寧花園↔新蒲崗（以「人人好」名義營運，1998年4月併入102線）
- 106：寶林↔九龍灣（企業廣場）（以「通運」名義營運，2019年3月停駛，並於2020年3月29日由友文投資接辨。）
- 107：靈實醫院↺寶林（以「人人好」名義營運，於2020年3月29日由友文投資接辨。）
- 406A：石籬邨↺葵興站（以「富運」名義營運，2010年4月停駛）
- 501K：欣盛苑↺聯和墟（以「富明」名義營運，2025年3月29日併入501C線）
- 607S：元朗（東）↔天瑞（通宵服務，以「樂方投資」名義營運，因和79S線完全重疊，2003年起不再派車行走，直至2010年6月才正式停駛）[5]
- 801：耀安↺火炭 (長瀝尾街) （以「明裕」名義營運，於2020年9月21日由興銳接辦，路線編號改為811B）
- 801S：耀安↺穗禾苑（以「明裕」名義營運，於2010年2月21日由興銳接辦，路線編號改為811S）
- 807P：大學站→馬鞍山（鞍駿街）（以「富明」名義營運，2018年4月停駛）
- 808A(第1代)：錦英苑→黃泥頭（以「冠志實業」名義營運）
- 808A(第2代)：耀安↺火炭 (長瀝尾街) （以「冠志實業」名義營運，於2020年9月21日停駛）
- 809A：沙田站（排頭街）↺乙明邨（以「冠志實業」名義營運）
- 居民巴士NR78：新蒲崗→友愛邨（以「CTBus」名義營運，於2018年4月停駛）
- 居民巴士NR806：觀音花園↺黃大仙（盈鳳里）（以「CTBus」名義營運，於2019年1月停駛，並於2020年7月2日由租租巴接辨，最終於2025年5月3日停辦）
- 居民巴士NR828：頌安↔火炭（長瀝尾街）（以「明裕」名義營運，2017年4月停駛）
- 居民巴士NR515：大學站↔水浪窩，（以「慈雲小巴」名義營運，於2004年12月由同公司的807B專線小巴取代）

## 營辦商、客運營業證及Alipay HK「易乘碼」收費系統實施日期
| 路線                                                                 | 分區               | 客運營業證編號 | 營辦商                            | Alipay HK「易乘碼」收費系統實施日期 |
| -------------------------------------------------------------------- | ------------------ | -------------- | --------------------------------- | ----------------------------------- |
| 32、32A、33、33M、前33A                                              | 港島區             | 4152C          | 加利信有限公司                    | 2020年5月24日                       |
| 5M、37A、37M                                                         | 九龍區             | 7478C          | 亨運專線小巴有限公司              | 2021年10月17日                      |
| 16、16A、16B、16S、前7、前16E                                        | 九龍區             | 11315C         | 成功運輸有限公司                  | 2021年10月17日                      |
| 47                                                                   | 九龍區             | 8875C          | 亨運專線小巴有限公司              | 2019年4月14日                       |
| 48、49、49M                                                          | 九龍區             | 3289C          | 冠榮車行有限公司                  | 2020年1月19日                       |
| 54、54M、54S                                                         | 九龍區             | 5388C          | 勝運實業有限公司                  | 2021年10月17日                      |
| 76A、76B                                                             | 九龍區             | 11416C         | 天祥運輸有限公司                  | 2020年1月12日                       |
| 28K、28S、814                                                        | 新界區             | 18244C         | 威王有限公司                      | 2021年10月17日                      |
| 33、34、34A、35、79S、前607S                                         | 新界區             | 6121C          | 樂方投資有限公司                  | 2021年10月17日                      |
| 43、43A、43B、43C、43S                                               | 新界區             | 5973C          | 中西區小巴服務有限公司            | 2021年10月17日                      |
| 44、44A、44A1、44B、44B1、45、49S                                    | 新界區             | 8092C          | 運泰實業有限公司                  | 2022年1月23日                       |
| 50A、50K、51B、51K                                                   | 新界區             | 9429C          | 上水專線小巴有限公司              | 2021年10月17日                      |
| 55K、55S、56A、56B、56C、56K                                         | 新界區             | 7076C          | 金運專線小巴有限公司              | 2022年1月23日                       |
| 59A、59K、59S                                                        | 新界區             | 4761C          | 大強發展有限公司                  | 2021年10月17日                      |
| 101M、102、102B、102S、111、前102A                                   | 新界區             | 2861C          | 人人好汽車有限公司                | 2020年12月27日                      |
| 113                                                                  | 新界區             | 15823C         | 騰寶興業有限公司                  | 2020年1月12日                       |
| 301、301M、302、前302P                                               | 新界區             | 6567C          | 路榮實業有限公司                  | 未實施                              |
| 406、407、407A、407B                                                 | 新界區             | 8768C          | 富運專線小巴有限公司              | 2024年12月15日                      |
| 501A、501C、501S、807A、807B、807C、807K、807S、807X、前501K、前807P | 新界區             | 7868C          | 富明有限公司                      | 2022年1月23日                       |
| 808、808P、809K、新港城中心穿梭巴士錦英苑線、前808A、前809A          | 新界區             | 7745C          | 冠志實業有限公司                  | 2024年12月15日                      |
| KR21                                                                 | 九龍區（居民巴士） | 7642A          | 陳添旅遊巴士服務有限公司（CTBus） | 不適用                              |
| NR35、NR38、NR413、前NR78、前NR806                                   | 新界區（居民巴士） | 7642A          | 陳添旅遊巴士服務有限公司（CTBus） | 不適用                              |
| NR941                                                                | 新界區（居民巴士） | 9064A          | 基雅巴士有限公司                  | 不適用                              |
| 前南豐紗廠免費穿梭巴士                                               | 新界區（公共小巴） | 19930C         | 陳添旅遊巴士服務有限公司（CTBus） | 不適用                              |
| 前57K、前58K、前58S                                                  | 新界區             | 4534C          | 上水專線小巴有限公司              | 2022年1月23日                       |
| 前106、前107                                                         | 新界區             | 9479C          | 通運專綫小巴有限公司              | 不適用                              |
| 前801、前801A、前801S                                                | 新界區             | 8701C          | 明裕運輸有限公司                  | 不適用                              |
| 前NR515                                                              | 新界區（居民巴士） | 10416A         | 慈雲小巴有限公司                  | 不適用                              |
| 前NR828                                                              | 新界區（居民巴士） | 8701A          | 明裕運輸有限公司                  | 不適用                              |

## 旗下物業
- 葵興商場
- 石蔭商場
- 嘉福商場

## 外部連結
- 環境保護署「另類燃料小巴試驗計劃」報告
- 東方魅力擴展戶外媒體平台至公共專線小巴 (PDF)
- 香港職工會聯盟：小巴司機罷工反對假自僱
- 巴士資訊網 （页面存档备份，存于）